# Rallye Breslau
Die Rallye Breslau ist eine internationale lizenzfreie Rallye-Raid-Rennserie, die jährlich und bisher grenzübergreifend in Deutschland, Polen, Bulgarien und Rumänien stattfindet. Sie gilt seit einigen Jahren als die "europäische Rallye Dakar". Der Veranstalter der Rallye ist die bulgarische RBI Sport.

## Geschichte
Die Rallye Breslau startete erstmals 1995 von München aus mit 35 PKW, 20 Motorrädern und 5 LKW. 1999 verlegte man den Startort der mittlerweile teilnehmenden 65 PKW, 50 Motorräder und 15 LKW, sowie diversen Begleitfahrzeugen nach Berlin. Aufgrund eines Verkehrschaos am Alexanderplatz wurden die Veranstalter gebeten, den Start der Rallye zu verlegen. Die Wahl fiel auf ein Braunkohlegebiet in der Nähe von Senftenberg, wo die Rallye ab 2001 in Richtung Polen gestartet wurde.
Im Jahr 2005 waren 106 PKW, 65 Motorräder und 38 LKW am Start. 2006 wurde das letzte Mal von Senftenberg bzw. Cottbus aus gestartet, da das Braunkohletagebaugebiet geflutet und renaturiert wurde. Im folgenden Jahr wurde der Start der Rallye nach Dresden verlegt. Jutta Kleinschmidt und Walter Röhrl übernahmen mehrmals den Showstart über die Rampe. Seit 2008 findet die gleichnamige Offroad-Messe ebenfalls in Dresden statt. Auf dieser Messe wurde die erste Etappe der Rallye gefahren. 2010 strahlte kabel eins eine Dokumentation über die Rallye aus, bei der sie die teilnehmenden Ludolf-Brüder begleiteten.
Ab 2011 startet die Rallye zweigleisig: Die Breslau Poland, die bis dahin noch nie nach Breslau geführt hat, startete zum ersten Mal in der Stadt und endete in Dresden. Die Breslau Balkan startete zunächst in den rumänischen Karpaten und führte über Bulgarien zurück nach Rumänien; seit 2012 findet sie nur noch in Bulgarien statt. 2012 verdoppelte sich die Zahl der Fahrzeuge im Vergleich zum Vorjahr. 2013 nahmen Fahrer aus mittlerweile elf Nationen teil und die Anzahl der Fahrzeuge verdoppelte sich nochmals im Vergleich zu 2012.
Zum 20. Jubiläum startete 2013 der Prolog und die erste Etappe der Rallye auf der Motocross-Strecke am Lausitzring um eine Woche später im polnischen Żagań zu enden.
Im Jahr 2015 lag der Start der Rallye Breslau im Tagebau Profen Nahe Hohenmölsen. Nach dem Start verlief die Rallye mit mehr als 127 Teilnehmern aus über 15 Nationen in Richtung Polen und endete auf dem Truppenübungsplatz Poligon in Drawsko Pomorskie.
Als einmalige Nachfolgeveranstaltung der Baja Deutschland im Format einer Wochenendveranstaltung galt die 2018 durchgeführte Breslau 500.
Am 1. Juli 2019 gingen zu Rallye Breslau über 1369 km (davon 913 Wertungskilometer) 118 Autos (SSV, PKW und LKW) und 74 Motorräder und Quads in Gwda Wielka an den Start. Der Showstart fand in Miastko statt. Die Rallye endete am 5. Juli 2019 auf dem Poligon in Drawsko Pomorskie. (Truppenübungsplatz Centrum Szkolenia Wojsk Lądowych Drawsko)
Die 2021er Ausgabe fand vom 28. Juni 2021 bis 2. Juli 2021 statt und war, mit 406 Teams aus 25 Ländern (58 Motorräder, 50 Quads, 94 Side-by-Sides, 125 PKW, 51 LKW und 28 Begleitfahrzeuge außerhalb der Wertung), die bisher teilnehmerstärkste Ausgabe der Rallye Breslau. Die Rallye wurde damit, noch vor der Rallye Dakar, zur weltweit teilnehmerreichsten Rallye Raid Veranstaltung.
Im Jahr 2022 waren 270 Teams mit 47 Motorrädern, 42 Quads, 89 PKW, 37 LKW und 71 Side-by-Sides gemeldet. Die technischen und administrativen Abnahmen begannen am 24. Juni 2022. Die Route mit Start in Żagań verlief ab dem 27. Juni 2022 über verschiedene Strecken in Manövergeländen rund um Żagań und endete am 1. Juli 2022 im Poligon in Drawsko Pomorskie.  Die Cross Country Klasse hatte eine Strecke von über 1500 km und die Extrem Klasse von über 1300 km zu bewältigen.
Vom 25. bis 30. Juni 2023 gingen 47 Motorräder, 27 Quads, 59 Side-by-Sides, 49 PKW, und 22 LKW an den Start. Die technischen und administrativen Abnahmen begannen am 23. Juni 2023. Die Route mit Start in Żagań verlief ab dem 25. Juni 2023 auf einer Länge von etwa 1100 Kilometer über verschiedene Strecken in Manövergeländen rund um Żagań und endete am 30. Juni 2023 im Poligon in Drawsko Pomorskie. Im Jahr 2023 nahmen an der Rallye Breslau erstmals 10 Fahrzeuge in der neu geschaffenen Ultra4-Wettkampfklasse teil, die als Qualifikationswettbewerb für das King of the Hammers dient.
Das 30. Jubiläum der Rallye Breslau 2024 ist im Zeitraum vom 23. bis 29. Juni 2024 mit sechs Renntagen, einer Nachtetappe und zwei Marathonetappen geplant.